# ガンダムアサルトサヴァイブ
『ガンダムアサルトサヴァイブ』 (GUNDAM ASSAULT SURVIVE) は、アートディンクが開発し、バンダイナムコゲームスより2010年3月18日に発売されたPlayStation Portable用ソフト。

## 概要
同社の『ガンダムバトルシリーズ』の流れを汲む作品で、本作は新シリーズの1作目として製作されている。『ガンダムバトルユニバース』と同じゲームエンジンを使用した『マクロスアルティメットフロンティア』の「ショップ」「カスタムサウンド」などの要素も追加されている。『ユニバース』ではゲスト扱いであった『機動戦士ガンダムF91』が本格的に登場。『機動戦士ガンダム MS IGLOO』や、宇宙世紀以外からは、『機動戦士ガンダムSEED』『機動戦士ガンダム00』（1stシーズン）が追加されている。また、ゲスト参戦として『機動戦士Vガンダム』が登場。これに伴い機体数とパイロット数が大幅に増加した反面、『ユニバース』までに存在していた宇宙世紀作品の一部キャラクターが削除されている。
また、前シリーズからの特徴でもあった「マニアックな機体が登場する」要素は健在で、「ガンダムMAモード」「61式戦車」「マゼラアタック」などの戦闘車両群や「試作艦隊決戦砲ヨルムンガンド」など、ガンダムを題材にしたアクションゲームとしては、基本的に雑魚敵などの敵専用機として登場し、操作不可能と思われていた兵器も登場している。
ただし、グーンなどザフト製の水陸両用MS、サラミス改（Ζ）などは登場していない。
本作からガンダムゲーム作品では初となる「パイロットエディット」機能が搭載されており、各パーツを組み合わせて独自のキャラクター作成することができる。なお、キャラクター音声には及川光博、喜屋武ちあきが出演している。
『ユニバース』まではすべてのステージが一つの空間で戦闘を行う形となっていたが、本作では初めて「エリア」の概念が登場した。一つのステージがA,B,Cなどの複数のエリアで構成され(従来通り一つのみのものも存在する)、各エリアで戦闘が同時に行われる。プレイヤーは特定の地点に到着することでエリアを行き来し、それぞれのエリアで対応を行うこととなる。エリアは最初から全て行けるものから、条件を満たすことで行けるようになるものも存在する。

## ゲームモード
SITUATION
各時代・勢力毎のシチュエーションのミッションを行うモード。最大3人までの協力プレイが可能。
出撃選択画面で機体のチューニングとカスタムパーツの取り付けが出来る。
SHOP
機体・カスタムパーツ・パイロットスキル・称号・開発計画の購入、エースパイロットの雇用ができるモード。
PILOT EDIT
カスタムパイロットの作成、管理を行うモード。
名前（10文字まで）、性別、容姿（5パターン）、髪型（5パターン）、音声（男女ともに10パターン）、出身地の項目を決定し、最後に適性検査を受け初期パラメータやスキルが決定される。出身地と適性検査の組み合わせ次第では、ニュータイプやコーディネイターなどの登場制限のある機体に乗るために必要なスキルが手に入る。なお、適性検査は何度も受け直すことが出来る。
一人目の作成時に能力に応じたMSがランダムで配備される。
VS BATTLE
対戦モード。最大4人までの対戦・協力プレイが可能。
NETWORK
通信プレイモード。対戦・協力プレイが可能。
OPTION
HOW TOの閲覧やカスタムサウンドの設定などが可能。

## 体験版
- PlayStation Storeからの先行ダウンロード（2010年2月18日、10万ダウンロード限定配信、終了）
- 体験版特設ページよりメモリースティック PRO Duoに無料でダウンロード（2010年2月19日 - 、ダウンロード無制限）
- U.C.0123から「F91出撃」、「フロンティアIV襲撃」、SEEDから「決意の砲火」、00から「折れた翼」の4つのシチュエーションが遊べるほか、アドホック通信を使って3人協力プレイ、HOW TOの閲覧、カスタムパイロットの作成（制限付き）が可能となっている。
- 体験版セーブデータを製品版へ引き継ぐことはできないが、セーブデータの所持特典が製品版に用意されている。

## 登場機体
全311体が登場する。

### 『U.C.0079（一年戦争）』の機体
| 地球連邦軍    |                                                |                                                   |
| 型式番号      | 機体名                                         | 備考                                              |
| RX-78-1       | プロトタイプガンダム                           |                                                   |
| RX-78-2       | ガンダム                                       |                                                   |
| RX-78-2       | ガンダム（MC仕様）                             |                                                   |
| RX-78-3       | G-3ガンダム                                    |                                                   |
| RX-78-4       | ガンダム4号機                                  | 宇宙専用                                          |
| RX-78-5       | ガンダム5号機                                  | 宇宙専用                                          |
| RX-78-6       | ガンダム6号機                                  | 地上専用                                          |
| RX-78NT-1     | ガンダムNT-1アレックス                         |                                                   |
| FA-78-1       | フルアーマーガンダム                           |                                                   |
| RX-79[G]      | 陸戦型ガンダム                                 | 地上専用                                          |
| RX-79[G]      | 陸戦型ガンダム（ジム頭）                       | 地上専用                                          |
| RX-79[G]Ez-8  | ガンダムEz-8                                   | 地上専用                                          |
| RX-79BD-1     | ブルーディスティニー1号機                      | 地上専用/NT搭乗不可                               |
| RX-79BD-3     | ブルーディスティニー3号機                      | NT搭乗不可                                        |
| RX-77-2       | ガンキャノン                                   |                                                   |
| RX-77D        | ガンキャノン量産型                             |                                                   |
| RX-77D        | 量産型ガンキャノン（ホワイト・ディンゴ隊仕様） | 地上・寒冷地専用                                  |
| RX-75         | ガンタンク                                     |                                                   |
| RGM-79[G]     | 陸戦型ジム                                     | 地上専用                                          |
| RGM-79E       | 先行量産型ジム                                 |                                                   |
| RGM-79        | ジム                                           |                                                   |
| RGM-79        | ジム（ホワイト・ディンゴ隊仕様）               |                                                   |
| RGC-80        | ジム・キャノン                                 |                                                   |
| RGC-80        | ジム・キャノン（ホワイト・ディンゴ隊仕様）     |                                                   |
| RGM-79SP      | ジムスナイパーII                               |                                                   |
| RGM-79SP      | ジムスナイパーII（ホワイト・ディンゴ隊仕様）   |                                                   |
| RGM-79D       | ジム寒冷地仕様                                 | 地上・寒冷地専用                                  |
| RGM-79G       | ジム・コマンド                                 | 地上専用                                          |
| RGM-79GS      | ジム・コマンド（宇宙戦仕様）                   | 宇宙専用                                          |
| RB-79         | ボール                                         | 宇宙専用                                          |
| RB-79         | ボール（オハイオ小隊）                         | 宇宙専用                                          |
| RB-79K        | 先行量産型ボール                               | 宇宙専用                                          |
| UNKNOWN       | 61式戦車                                       | 地上専用                                          |
| UNKNOWN       | Gブル                                          |                                                   |
| ジオン公国軍  |                                                |                                                   |
| MS-06F        | ザクII                                         |                                                   |
| MS-06F        | ザクII（ドアン専用）                           |                                                   |
| MS-06F        | ザクマインレイヤー                             |                                                   |
| MS-06S        | ザクII（指揮官用）                             |                                                   |
| MS-06S        | シャア専用ザクII                               |                                                   |
| MS-06FZ       | ザクII改                                       |                                                   |
| MS-06FZ       | ザクII改（フリッツヘルム）                     |                                                   |
| MS-06K        | ザクキャノン                                   |                                                   |
| MS-06R-1      | 高機動型ザクR-1型                              | 黒い三連星のパーソナルカラー機体 宇宙専用         |
| MS-06R-1A     | 高機動型ザクR-1A型                             | シン・マツナガのパーソナルカラー機体 宇宙専用     |
| MS-06R-2P     | 高機動型ザク（エリオット専用）                 | 宇宙専用                                          |
| MS-06R-2      | 高機動型ザクR-2型                              | ジョニー・ライデンのパーソナルカラー機体 宇宙専用 |
| MS-06R-2      | 高機動型ザクR-2型（ギャビー専用）              | 宇宙専用                                          |
| MS-06R-2      | 高機動型ザクR-2型（ロバート専用）              | 宇宙専用                                          |
| MS-05B        | ザクI                                          |                                                   |
| MS-05B        | ザクI（ランバ・ラル専用）                      |                                                   |
| MS-05B        | ザクI（黒い三連星専用）                        |                                                   |
| MS-07B        | グフ                                           | 地上専用                                          |
| MS-07B-3      | グフカスタム                                   | 地上専用                                          |
| MS-07H-8      | グフ・フライトタイプ                           | 地上専用                                          |
| MS-08TX[EXAM] | イフリート改                                   | 地上専用/NT搭乗不可                               |
| MS-09         | ドム                                           | 地上専用                                          |
| EMS-10        | ヅダ                                           |                                                   |
| MS-09R        | リック・ドム                                   | 宇宙専用                                          |
| MS-09R        | リック・ドム（ガトー専用）                     | 宇宙専用                                          |
| MS-09RS       | リック・ドム（シャア専用）                     | 宇宙専用                                          |
| MS-09R-2      | リック・ドムII（コロニー仕様）                 | 地上専用                                          |
| MS-11         | アクトザク                                     |                                                   |
| MS-14A        | ゲルググ                                       |                                                   |
| MS-14A        | ゲルググ（ガトー専用）                         |                                                   |
| MS-14S        | ゲルググ（指揮官用）                           |                                                   |
| MS-14S        | シャア専用ゲルググ                             |                                                   |
| MS-14JG       | ゲルググJ                                      |                                                   |
| MS-14B        | 高機動型ゲルググ（ジョニー・ライデン専用）     |                                                   |
| MS-14B        | 高機動型ゲルググ（シン・マツナガ専用）         |                                                   |
| MS-14         | ゲルググ（カスペン専用）                       |                                                   |
| MS-14C        | ゲルググキャノン                               |                                                   |
| YMS-15        | ギャン                                         |                                                   |
| MS-18E        | ケンプファー                                   |                                                   |
| MSM-07        | ズゴック                                       | 水陸両用                                          |
| MSM-07S       | シャア専用ズゴック                             | 水陸両用                                          |
| MSM-07E       | ズゴックE                                      | 水陸両用                                          |
| MSM-04        | アッガイ                                       | 水陸両用                                          |
| MSM-03        | ゴッグ                                         | 水陸両用                                          |
| MSM-03C       | ハイゴッグ                                     | 水陸両用                                          |
| MSM-10        | ゾック                                         | 水陸両用                                          |
| EMS-05        | アッグ                                         | 水陸両用                                          |
| MSM-04N       | アッグガイ                                     | 水陸両用                                          |
| MSM-04G       | ジュアッグ                                     | 水陸両用                                          |
| MSM-08        | ゾゴック                                       | 水陸両用                                          |
| MSN-01        | サイコミュ高機動試験用ザク                     | 宇宙・ＮＴ専用                                    |
| MSN-02        | ジオング                                       | 宇宙・ＮＴ専用                                    |
| MSN-02        | パーフェクトジオング                           |                                                   |
| RX-79BD-2     | ブルーディスティニー2号機                      | NT搭乗不可                                        |
| MAM-07        | グラブロ                                       | 水中専用                                          |
| MAX-03        | アッザム                                       | 地上専用                                          |
| UNKNOWN       | アプサラスI                                    | 地上専用                                          |
| UNKNOWN       | アプサラスII                                   | 地上専用                                          |
| UNKNOWN       | アプサラスIII                                  | 地上専用                                          |
| MA-05         | ビグロ                                         | 宇宙専用                                          |
| MA-05Ad       | ビグ・ラング                                   | 宇宙専用                                          |
| MA-04X        | ザクレロ                                       | 宇宙専用                                          |
| MAN-03        | ブラウ・ブロ                                   | 宇宙・ＮＴ専用                                    |
| MAN-08        | エルメス                                       | 宇宙・ＮＴ専用                                    |
| MA-08         | ビグ・ザム                                     |                                                   |
| QCX-76A       | ヨルムンガンド                                 | 宇宙専用                                          |
| MP-02A        | オッゴ                                         | 宇宙専用                                          |
| MSM-07Di      | ゼーゴック                                     |                                                   |
| UNKNOWN       | マゼラアタック                                 | 地上専用                                          |
| YMT-05        | ヒルドルブ                                     | 地上専用                                          |

### 『U.C.0083（デラーズ紛争）』の機体
| 地球連邦軍         |                                     |                  |
| 型式番号           | 機体名                              | 備考             |
| RX-78GP01          | ガンダム試作1号機                   |                  |
| RX-78GP01-Fb       | ガンダム試作1号機Fb                 | 宇宙専用         |
| RX-78GP03          | ガンダム試作3号機                   | 宇宙専用         |
| RGM-79             | パワード・ジム                      | 地上専用         |
| RGM-79C            | ジム改                              | 宇宙専用         |
| RGM-79C            | ジム改（砂漠戦仕様）                | 地上・砂漠戦専用 |
| RGM-79N            | ジム・カスタム                      |                  |
| RGM-79Q            | ジム・クゥエル                      |                  |
| RGC-83             | ジム・キャノンII                    |                  |
| RB-79C             | ボール改修型                        | 宇宙専用         |
| MS-06F2            | ザクII F2型（連邦軍仕様）           |                  |
| MS-14F             | ゲルググM（連邦軍仕様）             |                  |
| デラーズ・フリート |                                     |                  |
| 型式番号           | 機体名                              | 備考             |
| MS-06F-2           | ザクII F2型                         |                  |
| MS-06F-2           | ザクII F2型（キンバライド基地仕様） |                  |
| MS-06F-2           | ザクII F2型（ビッター専用）         |                  |
| MS-09F/Trop        | ドム・トローペン                    | 地上・砂漠戦専用 |
| MS-09F/Trop        | ドム・トローペン（サンドブラウン）  | 地上・砂漠戦専用 |
| MS-09RII           | リック・ドムII                      | 宇宙専用         |
| MS-21C             | ドラッツェ                          | 宇宙専用         |
| YMS-16M            | ザメル                              | 地上専用         |
| MA-06              | ヴァル・ヴァロ                      | 宇宙専用         |
| AGX-04             | ガーベラ・テトラ                    |                  |
| RX-78GP02          | ガンダム試作2号機                   |                  |
| MS-14F             | ゲルググM                           |                  |
| MS-14Fs            | ゲルググM（シーマ専用）             |                  |
| AMX-002            | ノイエ・ジール                      | 宇宙専用         |

### 『U.C.0087（グリプス戦役）の機体』の機体
| エゥーゴ       |                                   |               |
| 型式番号       | 機体名                            | 備考          |
| RGM-79R        | ジムII（エゥーゴ仕様）            |               |
| MSA-003        | ネモ                              |               |
| RMS-099        | リック・ディアス                  |               |
| RMS-099        | リック・ディアス（赤）            |               |
| MSN-00100      | 百式                              |               |
| RX-178         | ガンダムMk-II（エゥーゴ仕様）     |               |
| FXA-05D+RX-178 | スーパーガンダム                  |               |
| MSZ-006        | Ζガンダム                         |               |
| MSZ-006-3      | Ζガンダム3号機                    |               |
| MSA-005        | メタス                            |               |
| MSK-008        | ディジェ                          | 地上専用      |
| ティターンズ   |                                   |               |
| 型式番号       | 機体名                            | 備考          |
| RGM-79R        | ジムII（連邦軍仕様）              |               |
| RX-178         | ガンダムMk-II（ティターンズ仕様） |               |
| RMS-106        | ハイザック（ティターンズ仕様）    |               |
| RMS-106        | ハイザック（連邦軍仕様）          |               |
| RMS-106CS      | ハイザック・カスタム              |               |
| RMS-117        | ガルバルディβ                     |               |
| RMS-108        | マラサイ                          |               |
| MS-06K         | ザクキャノン（連邦軍仕様）        | 宇宙専用      |
| PMX-000        | メッサーラ                        |               |
| NRX-044        | アッシマー                        | 地上専用      |
| NRX-044        | アッシマー（ティターンズ仕様）    | 地上専用      |
| ORX-005        | ギャプラン                        |               |
| MRX-009        | サイコガンダム                    | 地上/ＮＴ専用 |
| RX-110         | ガブスレイ                        |               |
| RX-139         | ハンブラビ                        |               |
| RMS-154        | バーザム                          |               |
| RX-160         | バイアラン                        |               |
| NRX-055        | バウンド・ドック                  |               |
| NRX-055        | バウンド・ドック（ゲーツ専用）    |               |
| MRX-010        | サイコガンダムMk-II               | ＮＴ専用      |
| PMX-001        | パラス・アテネ                    |               |
| PMX-002        | ボリノーク・サマーン              |               |
| PMX-003        | ジ・O                             |               |

### 『U.C.0088（第一次ネオジオン戦争）』の機体
| エゥーゴ     |                                  |                |
| 型式番号     | 機体名                           | 備考           |
| MSZ-006      | Ζガンダム                        |                |
| MSZ-006      | Ζザク                            |                |
| MSA-005      | メタス                           |                |
| UNKNOWN      | キャトル                         |                |
| MSN-00100    | 百式                             |                |
| RX-178       | ガンダムMk-II（エゥーゴ仕様）    |                |
| MSZ-010      | ΖΖガンダム                       |                |
| AMX-004-2    | キュベレイMk-II（プル機）        |                |
| RGM-86R      | ジムIII                          |                |
| RGM-86R      | ジムIII（エゥーゴ仕様）          |                |
| FA-010S      | フルアーマーΖΖガンダム           |                |
| ネオ・ジオン |                                  |                |
| 型式番号     | 機体名                           | 備考           |
| AMX-003      | ガザC                            |                |
| AMX-003      | ガザC（ハマーン専用）            |                |
| AMX-006      | ガザD                            |                |
| AMX-101      | ガルスJ                          |                |
| AMX-102      | ズサ                             |                |
| UNKNOWN      | ゲゼ                             | 地上専用       |
| UNKNOWN      | ゲゼ（ヤザン機）                 | 地上専用       |
| AMX-103      | ハンマ・ハンマ                   |                |
| AMX-104      | R・ジャジャ                      |                |
| AMX-107      | バウ                             |                |
| AMX-107      | バウ（G）                        |                |
| AMX-008      | ガ・ゾウム                       |                |
| AMX-009      | ドライセン                       |                |
| AMX-004-2    | キュベレイMk-II（プル機）        | ＮＴ専用       |
| AMX-004-3    | キュベレイMk-II（プルツー機）    | ＮＴ専用       |
| AMX-109      | カプール                         |                |
| MS-06D       | ディザート・ザク                 | 地上・砂漠専用 |
| MS-06D       | ディザート・ザク（青の部隊仕様） | 地上・砂漠専用 |
| MS-09G       | ドワッジ                         | 地上・砂漠専用 |
| MS-09H       | ドワッジ改                       | 地上・砂漠専用 |
| MS-14A       | ゲルググ（マサイ専用）           | 地上・砂漠専用 |
| MS-14A       | ゲルググ（青の部隊仕様）         | 地上・砂漠専用 |
| RMS-119      | アイザック                       |                |
| MRX-010      | サイコガンダムMk-II              | ＮＴ専用       |
| AMX-011      | ザクIII                          |                |
| AMX-011S     | ザクIII改                        |                |
| AMA-01X      | ジャムル・フィン                 |                |
| MS-14J       | リゲルグ                         |                |
| RMS-099B     | シュツルム・ディアス             |                |
| MS-05B       | ザクI（タイガーバウム仕様）      |                |
| MSN-04       | アッグガイ（タイガーバウム仕様） |                |
| AMX-015      | ゲーマルク                       | ＮＴ専用       |
| AMX-117L     | ガズエル                         |                |
| AMX-117R     | ガズアル                         |                |
| AMX-014      | ドーベン・ウルフ                 |                |
| NZ-000       | クィン・マンサ                   | ＮＴ専用       |
| AMX-004G     | 量産型キュベレイ                 | ＮＴ専用       |
| AMX-004      | キュベレイ                       | ＮＴ専用       |

### 『U.C.0093（第二次ネオジオン抗争）』 の機体
| 地球連邦軍   |                                               |                 |
| 型式番号     | 機体名                                        | 備考            |
| RGM-89       | ジェガン                                      |                 |
| RGM-89S      | スターク・ジェガン                            |                 |
| RGZ-91       | リ・ガズィ                                    |                 |
| RX-93        | νガンダム                                     | NT専用          |
| RX-93        | νガンダム（ダブル・フィン・ファンネル装備型） | NT専用          |
| FA-93HWS     | νガンダム（HWS装備型）                        | NT専用          |
| RX-93-ν2     | Hi-νガンダム                                  | NT専用          |
| ネオ・ジオン |                                               |                 |
| 型式番号     | 機体名                                        | 備考            |
| AMS-119      | ギラ・ドーガ                                  |                 |
| AMS-119      | ギラ・ドーガ（レズン専用）                    |                 |
| UNKNOWN      | ホビーハイザック                              |                 |
| MSN-03       | ヤクト・ドーガ（ギュネイ専用）                | NT専用          |
| MSN-03       | ヤクト・ドーガ（クェス専用）                  | NT専用          |
| MSN-04       | サザビー                                      | NT専用          |
| NZ-333       | α・アジール                                   | 宇宙専用/NT専用 |

### 『U.C.0123（コスモ・バビロニア建国戦争）』の機体
| 地球連邦軍               |                                    |                 |
| 型式番号                 | 機体名                             | 備考            |
| F91                      | ガンダムF91                        |                 |
| RGM-89R                  | ジェガンR                          |                 |
| RGM-89M                  | ジェガンM                          |                 |
| RGM-109                  | ヘビーガン                         |                 |
| F71                      | Gキャノン                          |                 |
| XM-06                    | ダギ・イルス（連邦カラー）         |                 |
| クロスボーン・バンガード |                                    |                 |
| 型式番号                 | 機体名                             | 備考            |
| XM-01                    | デナン・ゾン                       |                 |
| XM-01                    | デナン・ゾン（ブラックバンガード） |                 |
| XM-02                    | デナン・ゲー                       |                 |
| XM-02                    | デナン・ゲー（ブラックバンガード） |                 |
| XM-04                    | ベルガ・ダラス                     |                 |
| XM-05                    | ベルガ・ギロス                     |                 |
| XM-05                    | ベルガ・ギロス（ザビーネ専用）     |                 |
| XM-06                    | ダギ・イルス                       |                 |
| XM-07                    | ビギナ・ギナ                       |                 |
| XMA-01                   | ラフレシア                         | 宇宙専用/NT専用 |

| ガンダムSEED - GAT-X105+AQME/X01 エールストライクガンダム - GAT-X105+AQME/X02 ソードストライクガンダム - GAT-X105+AQME/X03 ランチャーストライクガンダム - MBF-02 ストライクルージュ - GAT-X303 イージスガンダム - GAT-X102 デュエルガンダム - GAT-X102 デュエルガンダム アサルトシュラウド - GAT-X103 バスターガンダム - GAT-X207 ブリッツガンダム - GAT-01 ストライクダガー - TS-MA2mod.00 メビウス・ゼロ - FX-550 スカイグラスパー - GAT-X131 カラミティガンダム - GAT-X252 フォビドゥンガンダム - GAT-X370 レイダーガンダム - YMF-01B プロトジン - ZGMF-1017 ジン - AMF-101 ディン - AMF-101 ディン（クルーゼ専用） - ZGMF-515 シグー - ZGMF-600 ゲイツ - ZGMF-600 ゲイツ（クルーゼ専用） - ZGMF-X10A フリーダムガンダム - UNKNOWN ミーティア（フリーダム） - ZGMF-X09A ジャスティスガンダム - UNKNOWN ミーティア（ジャスティス） - ZGMF-X13A プロヴィデンスガンダム - TMF-A-802 バクゥ - TMF/A-803 ラゴゥ - MBF-M1 M1アストレイ | ガンダム00 - GN-001 ガンダムエクシア - GNR-001E GN-001 GNアーマー（エクシア） - GN-002 ガンダムデュナメス - GNR-001D GN-002 GNアーマー（デュナメス） - GN-003 ガンダムキュリオス - GN-005 ガンダムヴァーチェ - GN-004 ガンダムナドレ - GNW-001 ガンダムスローネアイン - GNW-002 ガンダムスローネツヴァイ - GNW-003 ガンダムスローネドライ - MSER-04 アンフ - MSJ-06 U-E ティエレン宇宙型 - MSJ-06 U-A ティエレン地上型 - MSJ-06 U-SP ティエレンタオツー - AEU-05 AEUヘリオン - AEU-05 AEUヘリオン（陸戦仕様） - AEU-09 AEUイナクト（デモカラー） - AEU-09 AEUイナクト - AEU-09T 指揮官用AEUイナクト - AEU-09Y812 AEUイナクトカスタム - AEU-09Y812/A AEUイナクトカスタム（アグリッサ型） - AEU-MA07013 アグリッサ - VMS-15 ユニオンリアルド - SVMS-01 ユニオンフラッグ - SVMS-01E ユニオンフラッグカスタム - SVMS-010 オーバーフラッグ - SVMS-01X GNフラッグ - GNMS-XCVII アルヴァアロン - GNMA-XCVII アルヴァトーレ - GNX-603T GN-X |

| ゲスト機体 - MSΖ-006A1 ΖプラスA1型 - MSΖ-006C1 ΖプラスC1型 - MSΖ-006C1/2 ΖプラスC1/2型 - MSA-0011 Sガンダム - RMS-141 ゼク・アイン - FA-010A FAZZ - ORX-013 ガンダムMk-V - MSA-0011[Ext] Ex-Sガンダム - RX-105 Ξガンダム - RX-104FF ペーネロペー - LM314V21 V2ガンダム - LM314V23/24 V2ガンダム（AB仕様） - ZMT-S33S ゴトラタン - RX-78-2 ガンダムLS | 砲台型SFS - バストライナー - スキウレ - メガライダー 飛行型SFS - ドダイYS - ドダイ改 - ゲター - ベースジャバー - シャクルズ - Gディフェンサー - バックウェポンシステム - グゥル |

## 登場キャラクター

### パイロット
| 0079 地球連邦軍(E.F.S.F.) - アムロ・レイ（古谷徹） - カイ・シデン（古川登志夫） - ハヤト・コバヤシ（鈴木清信） - シロー・アマダ（檜山修之） - クリスチーナ・マッケンジー（林原めぐみ） | 0079 ジオン公国軍（ZEON） - シャア・アズナブル（池田秀一） - ランバ・ラル（広瀬正志） - アイナ・サハリン（井上喜久子） - バーナード・ワイズマン（辻谷耕史） - ララァ・スン（潘恵子） - ドズル・ザビ（玄田哲章） |

| 0083 地球連邦軍（E.F.S.F.） - コウ・ウラキ（堀川りょう） | 0083 デラーズ・フリート（DELAZ FLEET） - アナベル・ガトー（大塚明夫） - シーマ・ガラハウ（真柴摩利） |

| 0087 エゥーゴ（A.E.U.G.） - カミーユ・ビダン（飛田展男） - クワトロ・バジーナ（池田秀一） - エマ・シーン（岡本麻弥） - アムロ・レイ（古谷徹） - ファ・ユイリィ（新井里美） - レコア・ロンド（勝生真沙子） | 0087 ティターンズ（TITANS） - ジェリド・メサ（井上和彦） - フォウ・ムラサメ（ゆかな） - パプテマス・シロッコ（島田敏） - ヤザン・ゲーブル（大塚芳忠） - レコア・ロンド（勝生真沙子） - ロザミア・バダム（浅川悠） |

| 0088 エゥーゴ（A.E.U.G.） - ジュドー・アーシタ（矢尾一樹） - ルー・ルカ（松井菜桜子） - エルピー・プル（本多知恵子） | 0088 ネオ・ジオン（NEO ZEON） - ハマーン・カーン（榊原良子） - エルピー・プル（本多知恵子） - プルツー（本多知恵子） - グレミー・トト（カシワクラツトム） - マシュマー・セロ（堀内賢雄） - キャラ・スーン（山下亜矢香） - ヤザン・ゲーブル（大塚芳忠） |

| 0093 地球連邦軍（E.F.S.F.） - アムロ・レイ（古谷徹） - ハサウェイ・ノア（佐々木望） | 0093 ネオ・ジオン（NEO ZEON） - シャア・アズナブル（池田秀一） - クェス・エア（クェス・パラヤ）（川村万梨阿） |

| 0123 地球連邦軍（E.F.S.F.） - シーブック・アノー（辻谷耕史） - ビルギット・ピリヨ（塩屋翼） - アンナマリー・ブルージュ（連邦軍）（神代知衣） | 0123 クロスボーン・バンガード - セシリー・フェアチャイルド（冬馬由美） - 鉄仮面（カロッゾ・ロナ）（前田昌明） - ザビーネ・シャル（梁田清之） - アンナマリー・ブルージュ（C.V）（神代知衣） |

| SEED 地球連合軍（O.M.N.I.） - キラ・ヤマト（保志総一朗） - ムウ・ラ・フラガ（子安武人） - クロト・ブエル（優希比呂） - オルガ・サブナック（小田井涼平） - シャニ・アンドラス（Shunn） | SEED ザフト（Z.A.F.T） - アスラン・ザラ（石田彰） - イザーク・ジュール（関智一） - ラウ・ル・クルーゼ（関俊彦） - アンドリュー・バルトフェルド（置鮎龍太郎） |

| 00 ソレスタルビーイング（Celestial Being） - 刹那・F・セイエイ（宮野真守） - ロックオン・ストラトス（三木眞一郎） - アレルヤ・ハプティズム（吉野裕行） - ハレルヤ（吉野裕行） - ティエリア・アーデ（神谷浩史） - ヨハン・トリニティ（小西克幸） - ミハエル・トリニティ（浪川大輔） - ネーナ・トリニティ（釘宮理恵） | 00 国連軍 - グラハム・エーカー（中村悠一） - パトリック・コーラサワー（浜田賢二） - セルゲイ・スミルノフ（石塚運昇） - ソーマ・ピーリス（小笠原亜里沙） - アリー・アル・サーシェス（藤原啓治） - アレハンドロ・コーナー（松本保典） |

エクストラ
- ウッソ・エヴィン（阪口大助）
- カテジナ・ルース（渡辺久美子）

### オペレーター
ノエル・アンダーソン
声：那須めぐみ
機動戦士ガンダム戦記 Lost War Chroniclesから登場。
ホア・ブランシェット
声：大原さやか
機動戦士ガンダム MS戦線0079から登場。
ユウキ・ナカサト
声：浅野真澄
機動戦士ガンダム戦記 Lost War Chroniclesから登場。
アン・フリーベリ
声：折笠富美子
機動戦士ガンダム MS戦線0079から登場。
エレン・ロシュフィル
声：堀江由衣
機動戦士ガンダム クライマックスU.C.から登場。
ミユ・タキザワ
声：大原さやか
機動戦士ガンダム外伝 宇宙、閃光の果てに…から登場。
女性兵士
声：荒木香恵
機動戦士ガンダム 第08MS小隊から登場。
モーリン・キタムラ
声：長沢美樹
機動戦士ガンダム外伝 THE BLUE DESTINYから登場。
シャルロッテ・ヘープナー
声：黒田由美
ジオニックフロント 機動戦士ガンダム0079から登場。

## 登場作品
- 機動戦士ガンダム
- 機動戦士ガンダム 第08MS小隊
- 機動戦士ガンダム MS IGLOO
- 機動戦士ガンダム0080 ポケットの中の戦争
- 機動戦士ガンダム ギレンの野望
- 機動戦士ガンダム めぐりあい宇宙
- 機動戦士ガンダム外伝 THE BLUE DESTINY
- 機動戦士ガンダム外伝 コロニーの落ちた地で
- ジオニックフロント 機動戦士ガンダム0079
- 機動戦士ガンダム戦記 Lost War Chronicles
- 機動戦士ガンダム クライマックスU.C.
- 機動戦士ガンダム MS戦線0079
- 機動戦士ガンダム外伝 宇宙、閃光の果てに…
- 機動戦士ガンダム0083 STARDUST MEMORY
- 機動戦士Ζガンダム
- ガンダム新体験‐0087‐グリーンダイバーズ
- ガンダム・センチネル
- 機動戦士ガンダムΖΖ
- 機動戦士ガンダム 逆襲のシャア
- 機動戦士ガンダム 閃光のハサウェイ
- 機動戦士ガンダムF91
- 機動戦士Vガンダム（ゲスト登場）
- 機動戦士ガンダムSEED
- 機動戦士ガンダム00

## BGM
| 曲名               | 登場作品                                |
| ------------------ | --------------------------------------- |
| 颯爽たるシャア     | 機動戦士ガンダム                        |
| 窮地に立つガンダム | 機動戦士ガンダム                        |
| 長い眠り           | 機動戦士ガンダム                        |
| 架空の空           | 機動戦士ガンダム0080 ポケットの中の戦争 |
| 嵐の中で輝いて     | 機動戦士ガンダム 第08MS小隊             |
| THE WINNER         | 機動戦士ガンダム0083 STARDUST MEMORY    |
| ASSAULT WAVES      | 機動戦士ガンダム0083 STARDUST MEMORY    |
| DENDROBIUM         | 機動戦士ガンダム0083 STARDUST MEMORY    |
| 艦隊戦             | 機動戦士Ζガンダム                       |
| 宇宙を駆ける       | 機動戦士Ζガンダム                       |
| モビルスーツ戦     | 機動戦士Ζガンダム                       |
| シャングリラの少年 | 機動戦士ガンダムΖΖ                      |
| 宇宙のジュドー     | 機動戦士ガンダムΖΖ                      |
| MAIN TITLE         | 機動戦士ガンダム 逆襲のシャア           |
| SWAN               | 機動戦士ガンダム 逆襲のシャア           |
| 新たなる宇宙へ     | 機動戦士ガンダムF91                     |
| ETERNAL WIND       | 機動戦士ガンダムF91                     |
| Believe            | 機動戦士ガンダムSEED                    |
| 地吹雪             | 機動戦士ガンダムSEED                    |
| 攻撃開始           | 機動戦士ガンダムSEED                    |
| STRIKE出撃         | 機動戦士ガンダムSEED                    |
| APPROACH           | 機動戦士ガンダム00                      |
| COUNTER ATTACK     | 機動戦士ガンダム00                      |
| DAYBREAK'S BELL    | 機動戦士ガンダム00                      |
| POWER              | 機動戦士ガンダム00                      |

## 主題歌
『哀 NEED YOU』
歌 - 及川光博
作詞・作曲 - 及川光博